# Ancien tramway d'Angers
L’ancien tramway d'Angers est un ancien réseau de tramway urbain et périurbain inauguré en 1896. Il était composé en 1906 de six lignes urbaines et de deux lignes périurbaines vers Érigné et Trélazé. Il desservait principalement Angers et le sud de son agglomération avant sa fermeture en 1949 au profit de l'utilisation du bus.

Carte animée de l'évolution des infrastructures ferroviaires de l'agglomération d'Angers, dont celles des anciens et actuels tramways, de 1890 à nos jours.

## Histoire

### Les prémices
Dès 1828, la ville d'Angers était déjà pourvue de lignes régulières d'omnibus mais n'offrant pas de capacités suffisantes.
Le 25 août 1871 la société Waring frères et Paraire, qui s'impliqua également dans des projets de tramways hippomobiles à Caen et à Rennes, dépose un projet de création d'un réseau de tramway à chevaux. Une ligne formerait un cercle sur la rive droite de la Maine et l'autre en direction des Ponts-de-Cé.
La déclaration d'utilité publique est établie le 20 mars 1872, sans obtenir de suite favorable du ministre des travaux publics. Cela est dû principalement au manque de motivation de la municipalité (l'utilité publique ayant été adoptée à une courte majorité)[réf. nécessaire]
Cinq autres projets de tramways suivront sans succès[réf. nécessaire], avant que ne soit étudié, à la fin du XIXe siècle, l'établissement d'un réseau de tramway électrique par deux entrepreneurs, MM Ennemond Faye, banquier et l'industriel Alexandre Grammont, qui furent également à l'origine du tramway de Rennes, du Mans, de Limoges et de Besançon.

### La Compagnie des tramways électriques d'Angers

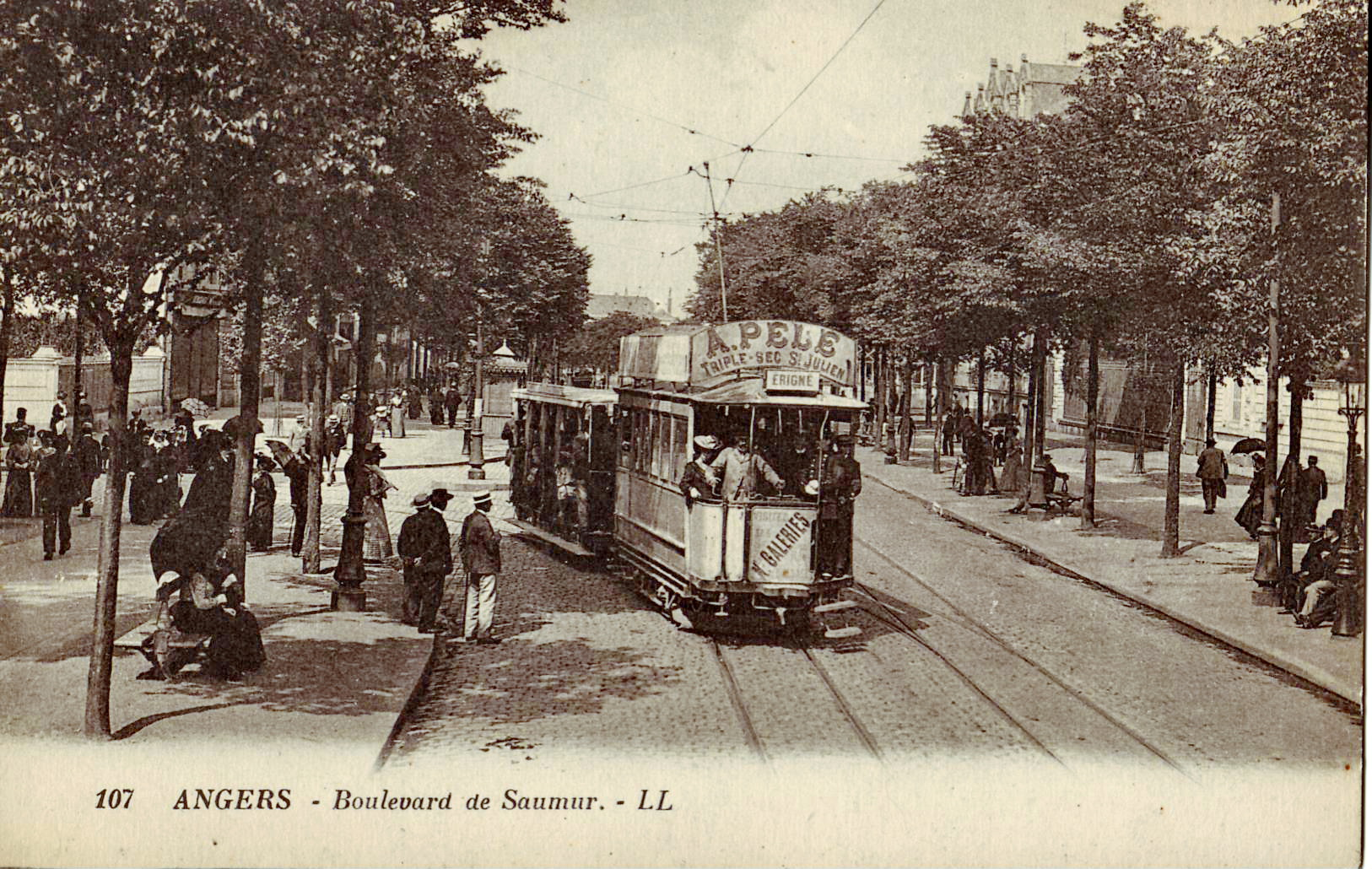
Rame constituée d'une motrice électrique et d'une remorque ouverte (dite baladeuse) sur le Boulevard de Saumur

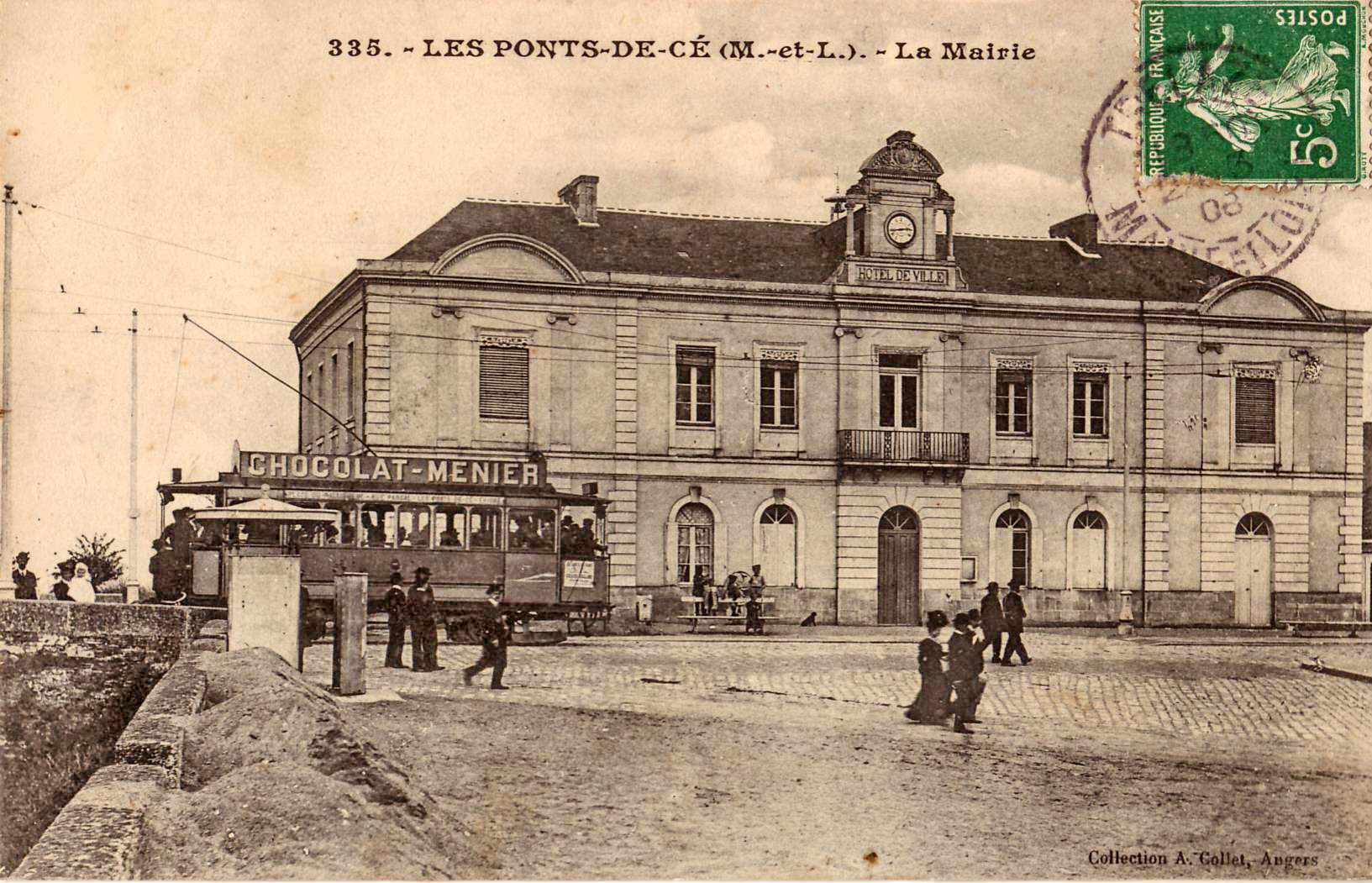
Motrice devant la mairie des Ponts-de-Cé

Cette compagnie se substitue à Mrs Ennemond Faye et Alexandre Grammont, le 25 juillet 1896. Son siège se trouve à Lyon, 26 rue de la République. Un de ses administrateurs est monsieur Jacques Brac de la Perrière.
Elle établit un réseau dans la ville comprenant deux lignes :
- Angers à Erigné
- Angers à la Pyramide
- Angers (place du Ralliement) à Saint-Jacques

Ces lignes sont déclarées d'utilité publiques le 8 juillet 1895 et 6 novembre 1900.
Les essais commencent le 9 mai 1896 pour finir le 23 mai, jour de l'inauguration.
L'arrivée du tramway provoque beaucoup d'enthousiasme de la part des Angevins.
Entre 1907 et 1913 plusieurs programmes de remaniement sont étudiés, stoppés par le début de la Première Guerre mondiale.

### La fin du réseau
En 1925 apparaissent les premiers autobus. Ils remplaceront les tramways dans le secteur urbain progressivement à partir de 1932. Les lignes suburbaines sont conservées.
Le 30 avril 1949, l'exploitation du réseau de tramway est arrêtée.
Jusqu'en 1965, la  Compagnie des tramways électriques d'Angers subsiste, avant d'être nommée Compagnie des Transports Angevin.
Près de 50 ans après sa fermeture, un nouveau projet est apparu. En 2011, le nouveau tramway d'Angers relie la ville d'Avrillé au quartier de la Roseraie au sud d'Angers.

## Infrastructure
Les lignes étaient à voie métrique, et se croisaient toutes place du Ralliement, où la plupart avaient leur origine.

### Lignes urbaines
- Génie ↔ Place Ney
- Pélican ↔ Gare Saint-Serge
- Gare Saint-Laud ↔ Caserne de la route de Paris
- Place du Ralliement ↔ Place Lionnaise
- Place du Ralliement ↔ Route de Nantes
- Place du Ralliement ↔ Madeleine

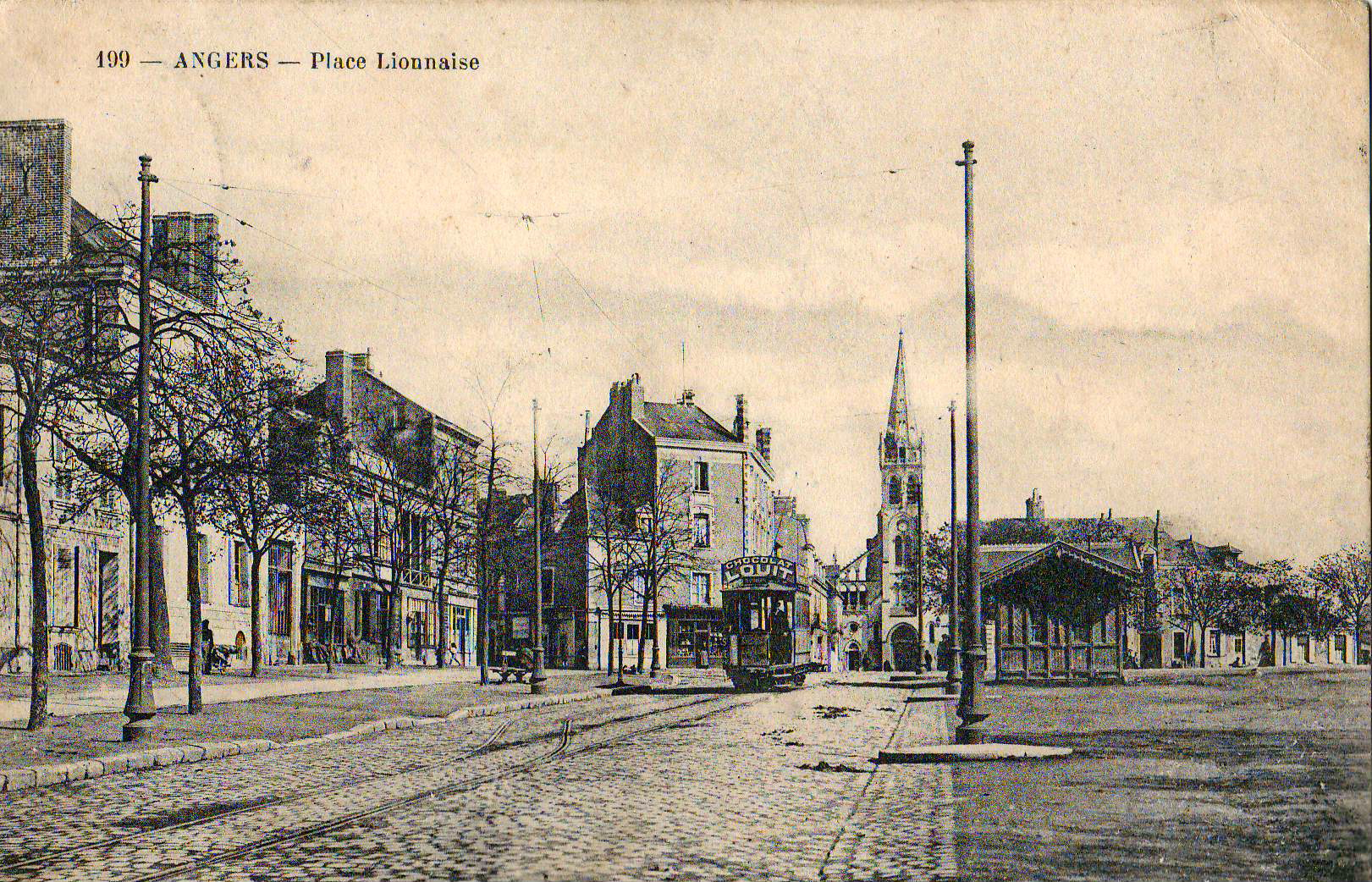
Tramway, place Lionnaise…
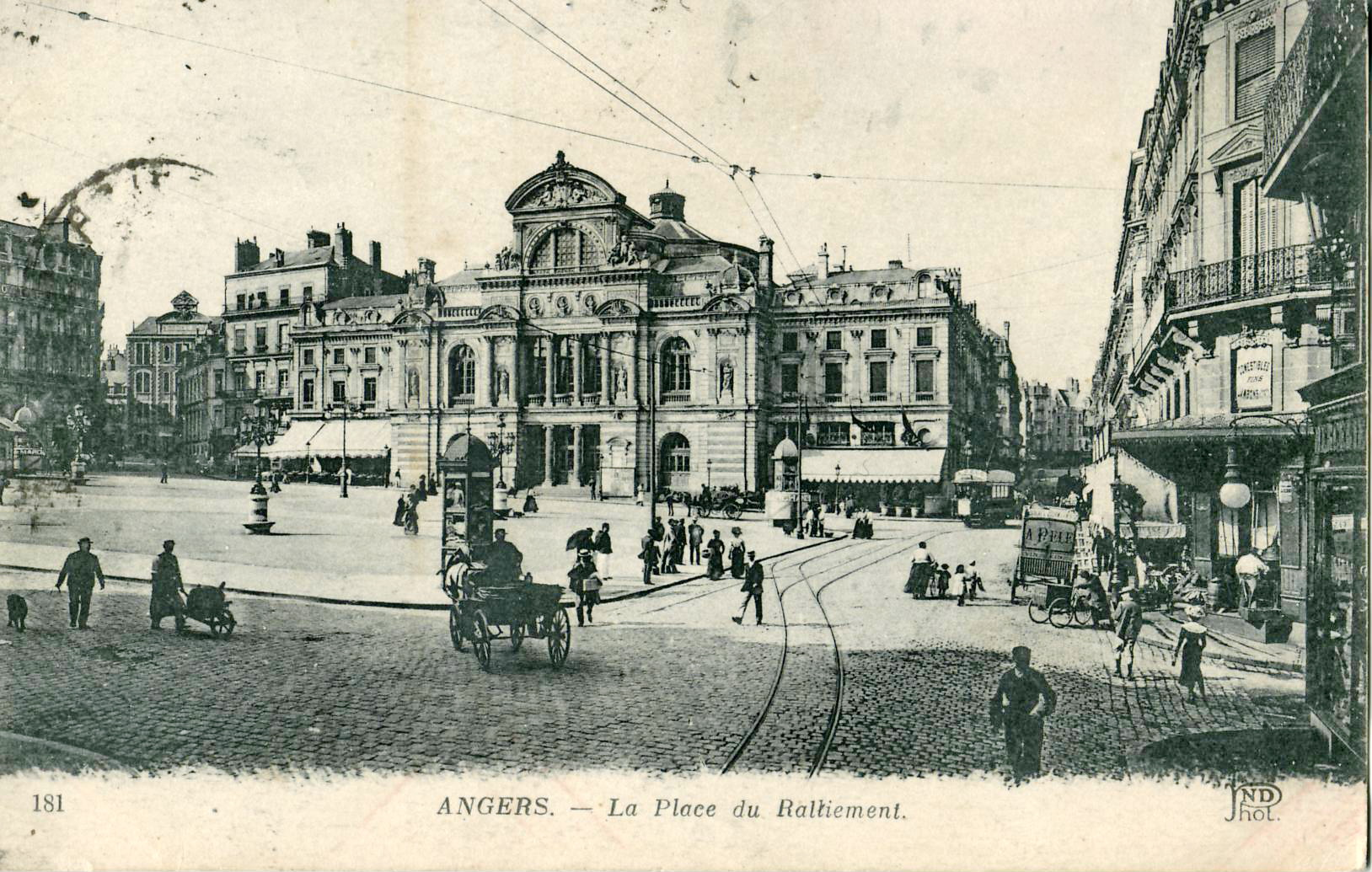
Place du Ralliement. Les voies du tramway actuel sont perpendiculaires à celles que l'on voit sur cette carte postale du tout début du XXe siècle
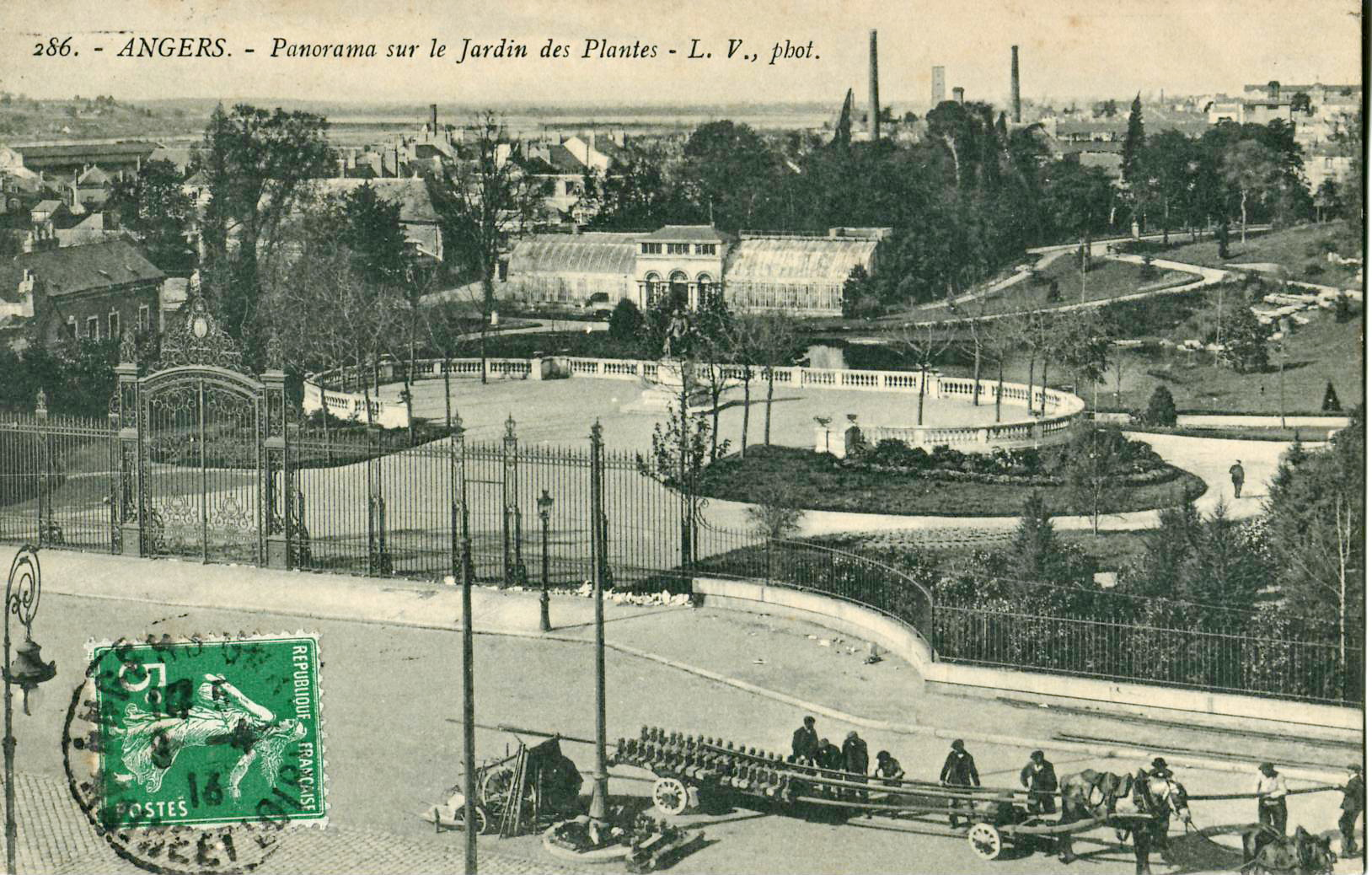
Des cantonniers déplacent des rails pour installer une voie de tramway devant le Jardin des Plantes
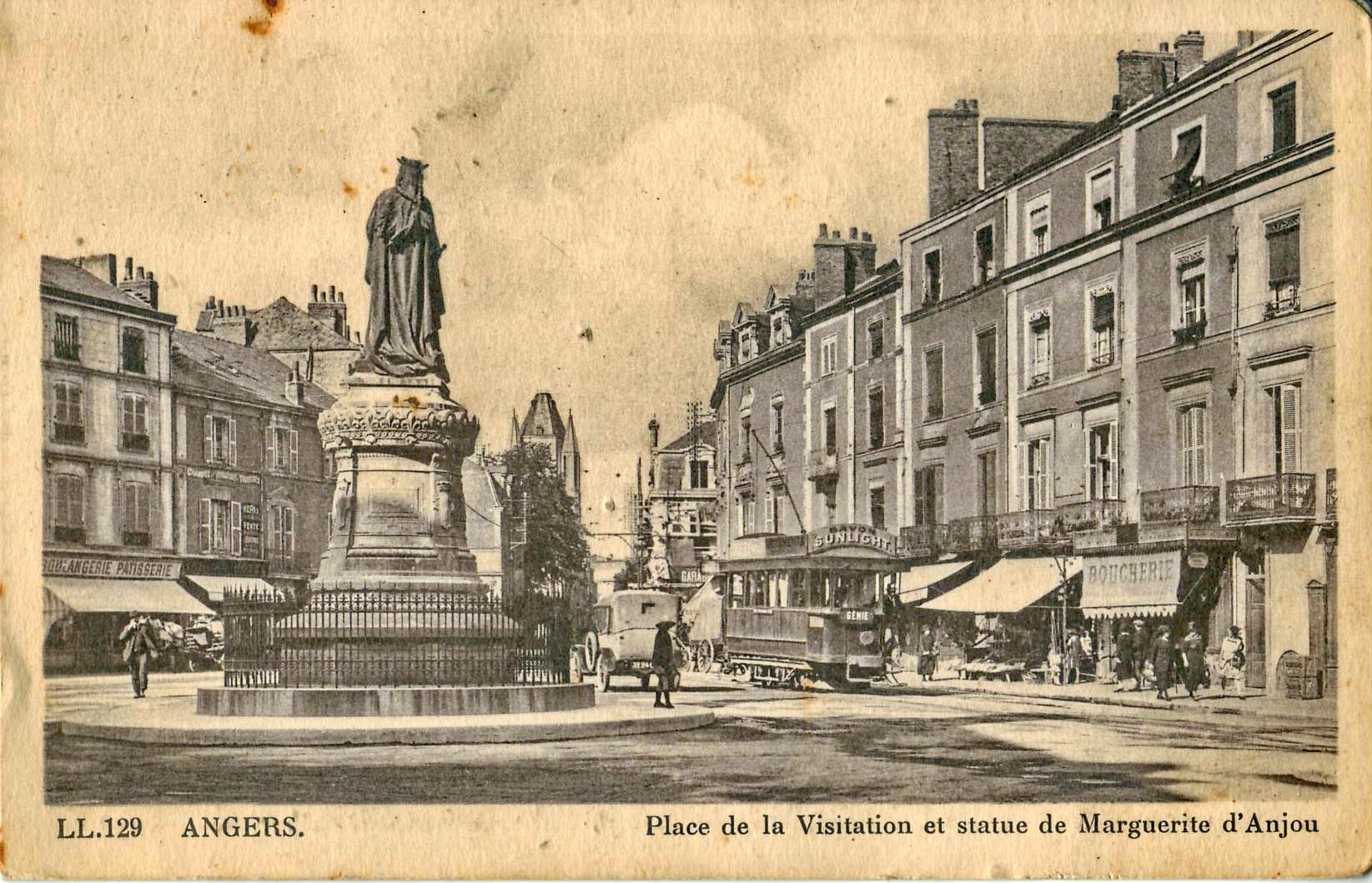
Tramway de la ligne 1 pour Génie devant la statue de Marguerite d'Anjou
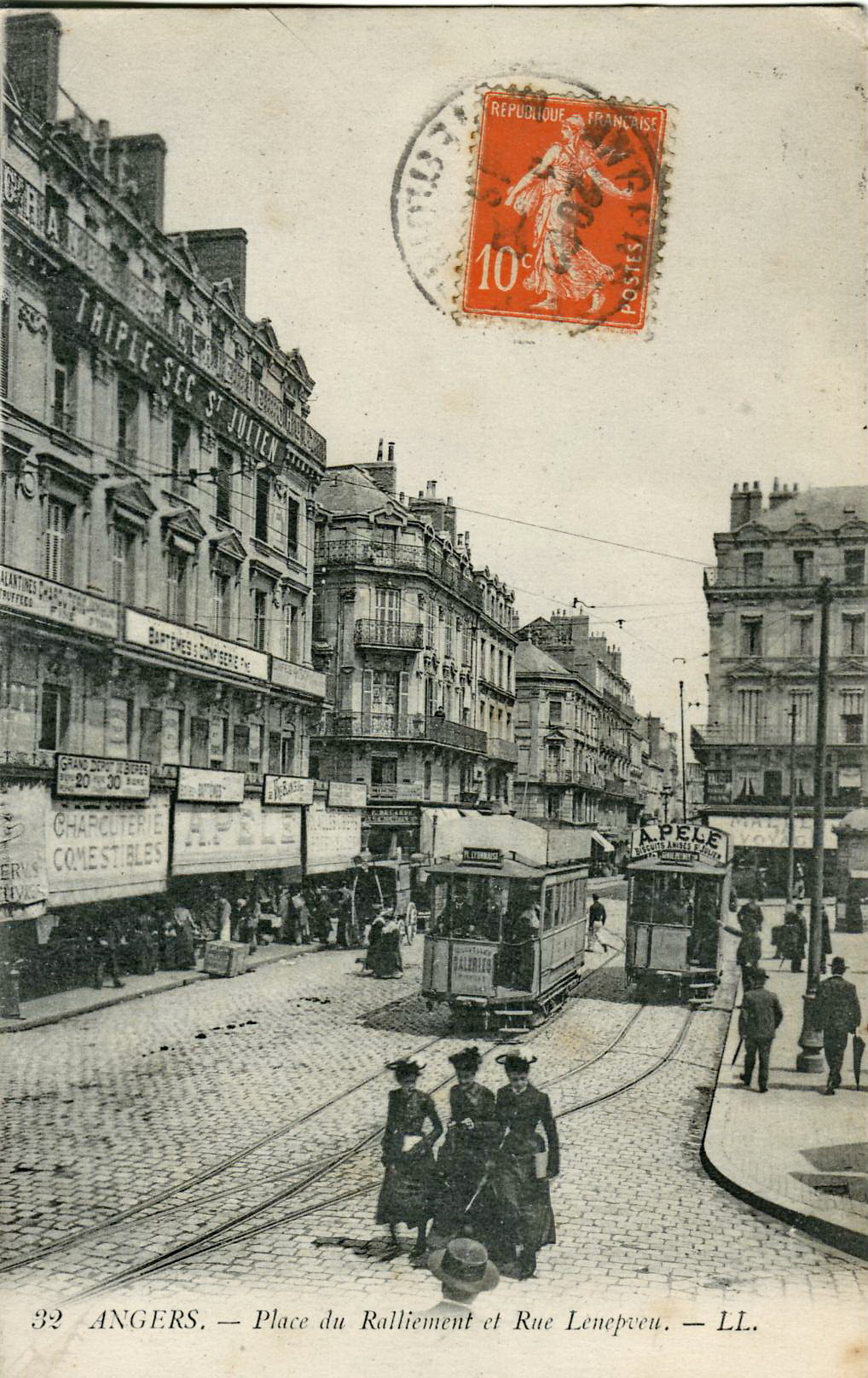
La Place du Ralliement et la rue Lenepveu
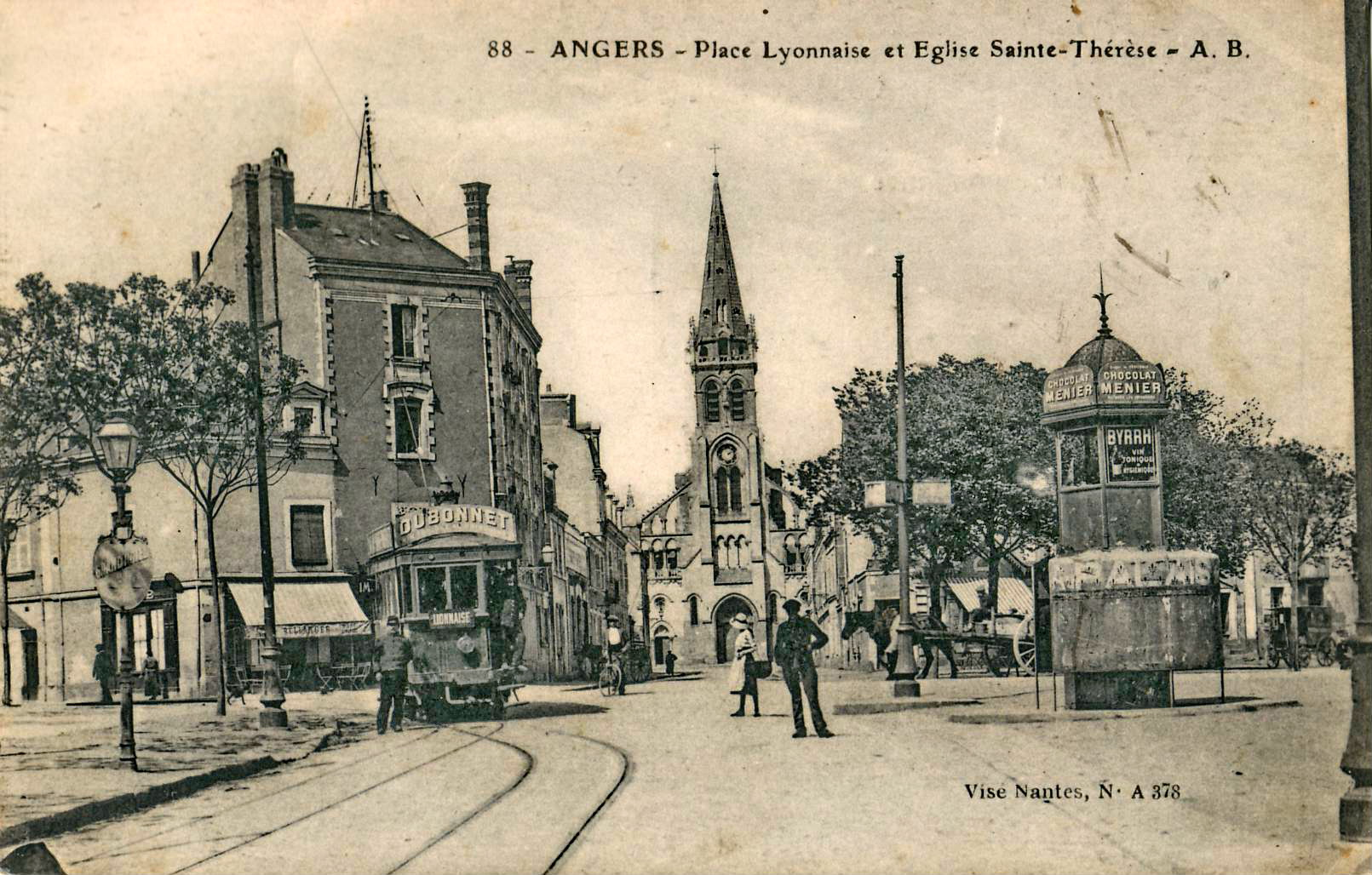
Place Lionnaise
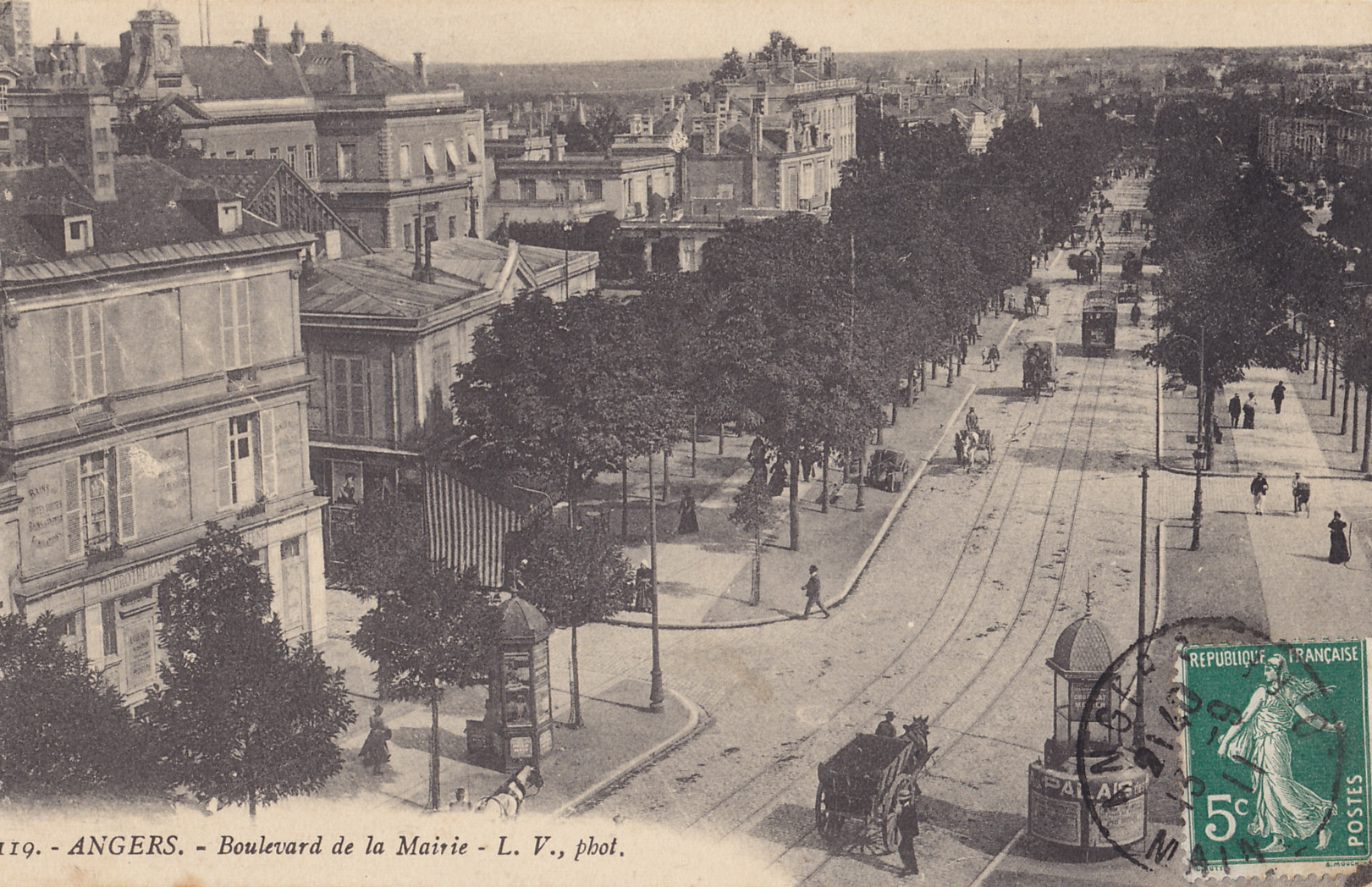
Boulevard de la Mairie

### Lignes suburbaines
- Angers ↔ Trélazé
- Angers ↔ Érigné

## Exploitation

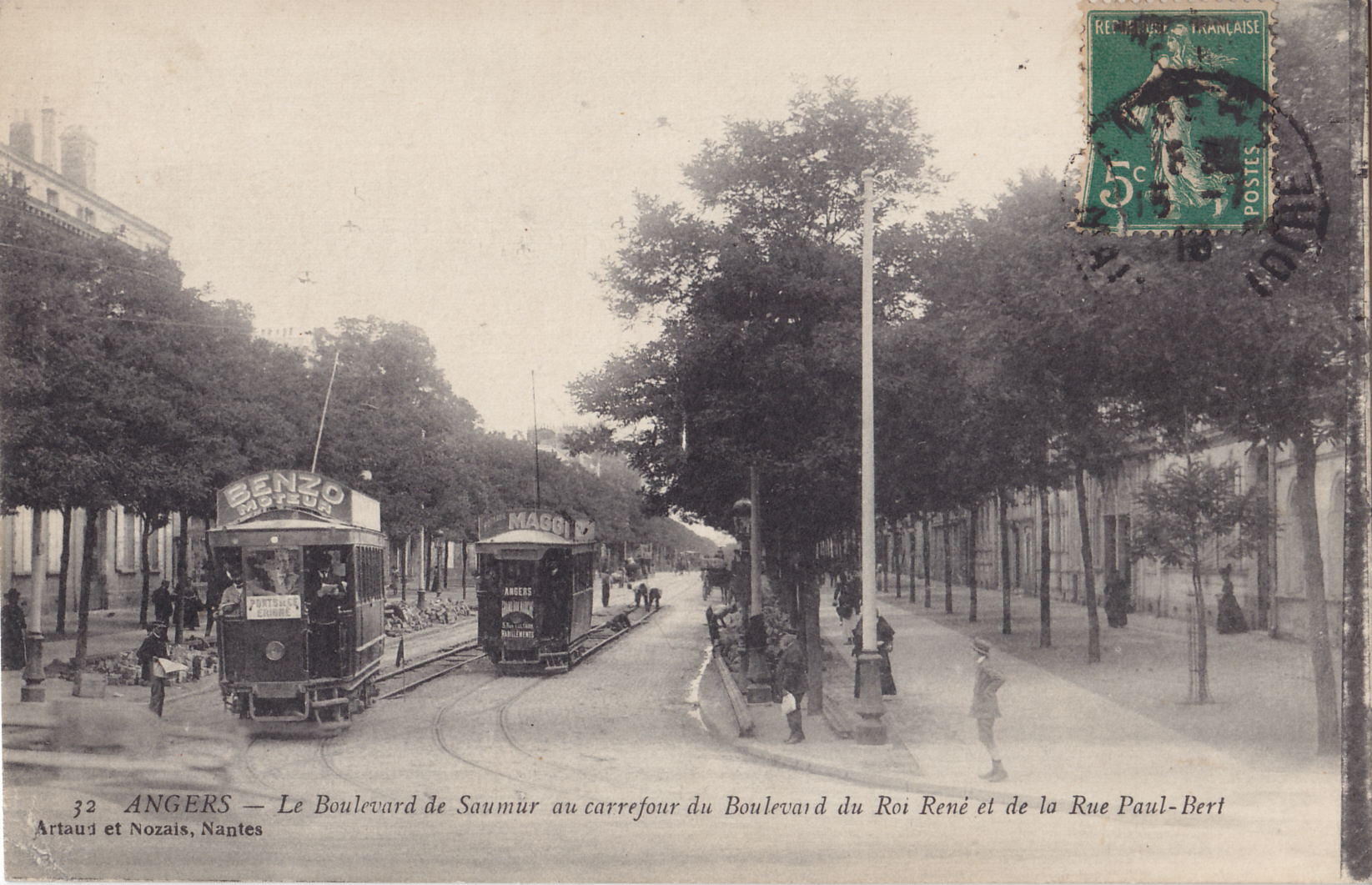
Croisement de deux rames, boulevard du Roi René.
Noter sur ces motrices l'étroit accès par trois marches, dans l'angle de la plate-forme partiellement fermée

### Matériel roulant
Le matériel roulant initial était constitué par 31 motrices à plates-formes externes ouvertes et à deux moteurs de 15 CV de type Sprague et de 12 remorques ouvertes à deux essieux, complété peu après par trois motrices et trois remorques.
L'accès aux motrices se faisait dans l'angle arrière droit, par un emmarchement, habituel dans les réseaux de tramways français de l'époque.
Le matériel roulant a été complété en 1935-1938 par huit motrices construites par la Société Horme et Buire, acquises d'occasion au réseau de Tours, puis de trois motrices Thomson provenant du réseau du Mans vers 1946
L'ensemble du matériel restera dans son état d'origine jusqu'à la fin de l'exploitation, hormis la fermeture partielle des plates-formes d'extrémité après la Première Guerre mondiale,.

## Vestiges et matériels préservés

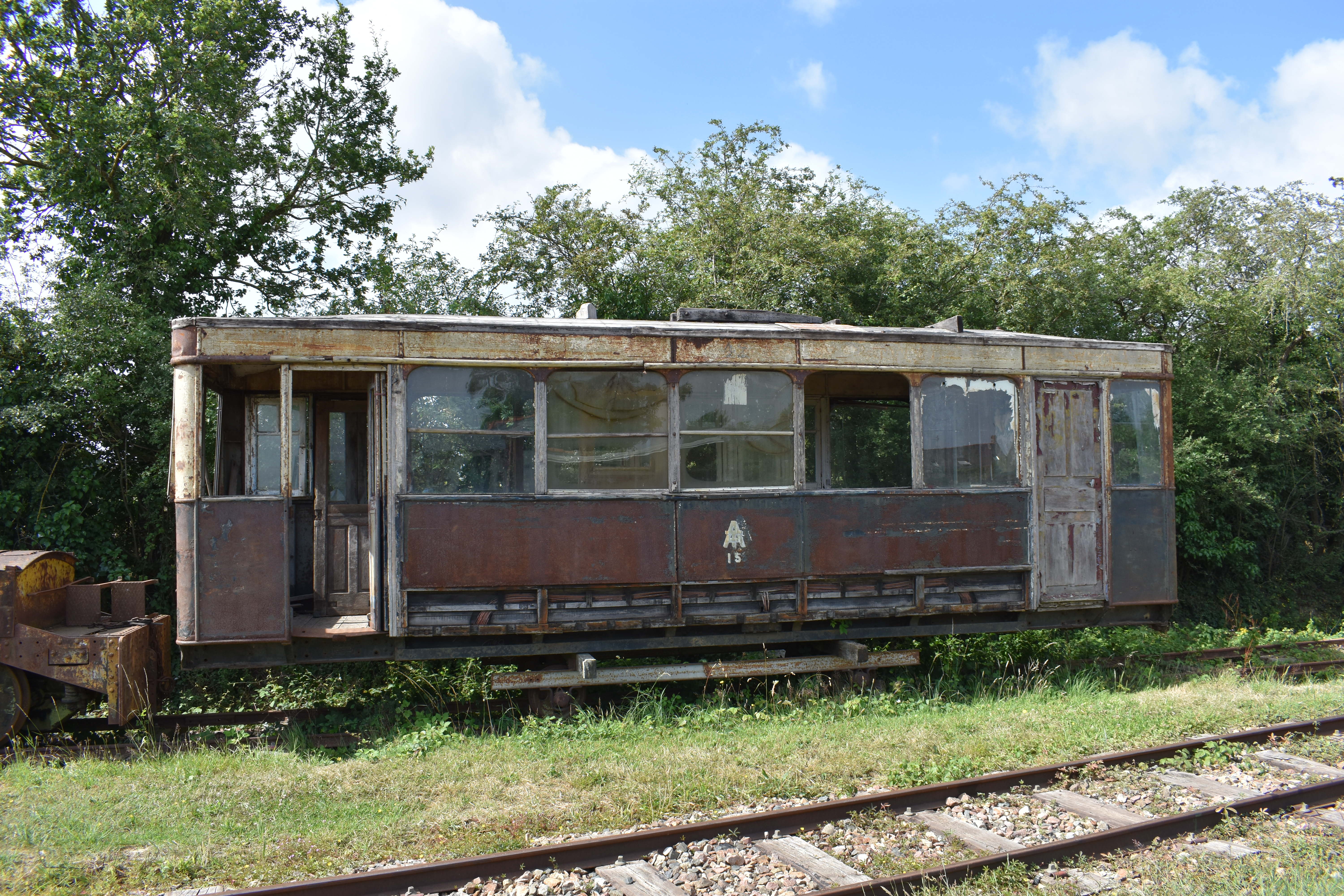
La motrice n° 15 en 2023

La caisse de la motrice no 15, construite en 1912-1913 par la Buire, circulant sur les lignes suburbaines de Trélazé et d'Erigné jusqu'à leur fermeture en 1949, est en attente de restauration par l'Association des amis du Petit Anjou (AAPA).